# 加尔西奥图姆
加尔西奥图姆，是西班牙卡斯蒂利亚-拉曼恰托莱多省的一个市镇。总面积23平方公里，总人口129人（2001年），人口密度6人/平方公里。